# Arque (província)
Arque é uma província da Bolívia localizada no departamento de Cochabamba, sua capital é a cidade de Arque.